# Raymac Records
Raymac Records fue una pequeña discográfica de Estados Unidos de mediados del siglo XX, con sede en Nueva Orleans.
Raymac produjo discos de vinilo estándares de doble cara de 25 cm de diámetro y a 78 rpm de velocidad con grabaciones de artistas de Nueva Orleans.